# The Other Day
The Other Day ist eine britische Rockband, die Britpop mit Einflüssen von Ragga und elektronischer Musik spielt.

## Geschichte
The Other Day wurde Anfang 1998 von Gitarrist Mark Smith und Sänger Skip (Brandon Leigh?) in London gegründet. Über die Zusammenarbeit mit lokalen DJs fand die Gruppe schnell zu ihrem eigenen Stil: Britpop-Balladen, die mit elektronischen Beats aufgepeppt sind. 1999 war eine Zusammenarbeit mit Talvin Singh von Asian Dub Foundation die Möglichkeit, ein Debütalbum zu produzieren, das Is here betitelt wurde und von der Fachpresse gelobt wurde. Die elektronischen Instrumente bedient seit diesem Album ein „DJ One“. Promotour mit System 7 (Steve Hillage).
2003 folgte das zweite Album We'll see, 2005 gemeinsame Aufnahmen mit Damon Albarn von Blur. Beim Wacken Festival 2006 wurde die Band, die durch ihre Alben in England bereits mäßig bekannt war, auch auf dem europäischen Festland als Newcomer präsentiert.

## Diskografie
- 1999: Is here (CD)
- 2003: We'll see (CD)